# Il ballo delle ingrate (Claudio Monteverdi)
Il ballo delle ingrate (SV 167) è un balletto semi-drammatico scritto dal compositore italiano Claudio Monteverdi su libretto di Ottavio Rinuccini. Venne rappresentato per la prima volta a Mantova Mercoledì 4 giugno 1608 all'interno delle feste per le nozze di Francesco Gonzaga (figlio del protettore di Monteverdi Vincenzo duca di Mantova) e Margherita di Savoia. Sia Vincenzo che Francesco Gonzaga presero parte alle danze. Per l'occasione Monteverdi compose anche l'opera L'Arianna (sempre su libretto di Rinuccini) e la musica per il prologo della commedia L'Idropica di Battista Guarini. Gli intermezzi all'Idropica furono scritti invece da Gabriello Chiabrera

## Mascherata a Mantova e Ballo a Vienna
Per quanto riguarda il Ballo delle Ingrate, la data di pubblicazione del libretto e quella della partitura non coincidono, infatti il libretto di Ottavio Rinuccini venne pubblicato nel 1638 con il titolo Mascherata delle Ingrate' e la musica di Claudio Monteverdi nei Madrigali guerrieri et amorosi. La partitura presente nel libro è la versione del Ballo delle Ingrate che il compositore aveva adattato e ridotto (eliminando le parti inerenti al matrimonio mantovano) per i festeggiamenti dell’Incoronazione di Ferdinando III d’Asburgo a Vienna nel 1636 avvenuta a seguito della morte dell'imperatore Mattia d'Asburgo incoronato col nome di Mattia II re di Boemia e Ungheria.
I rapporti con la corte di Vienna si intensificarono; Monteverdi in questo periodo scrisse un ballo-opera, Volgendo il ciel per l'immortal sentiero, probabilmente per l'elezione dell'imperatore Ferdinando III. Risale alla fine del 1636 a Vienna la revisione del Ballo delle Ingrate e probabilmente di una parte delle composizioni dell'VIII libro dei madrigali guerrieri et amorosi che si pensa siano associate all'imperatore, a cui è stata indirizzata la dedica datata 1º settembre 1638.
Il confronto tra il testo poetico della partitura e quello del libretto ha evidenziato alcuni adattamenti testuali e drammaturgici realizzati da Monteverdi per soddisfare il volere della corte asburgica; l’analisi stilistica della musica monteverdiana ha rilevato che nella struttura musicale del Ballo, Monteverdi non ha apportato dei cambiamenti influenti sull’assetto originale. “Madrigali guerrieri, et amorosi con alcuni opuscoli in genere rappresentativo, che saranno per brevi Episodi fra i canti senza gesto” è il titolo completo di quest’opera che permette di comprenderne la valenza scenica e il motivo della collocazione, non casuale, del Ballo delle Ingrate all’interno dell’Ottavo Libro di Madrigali. 

## Genere e genesi dell'opera
Monteverdi, nella prefazione all’Ottavo Libro, specifica tre generi musicali «da teatro, da camera, et da ballo», i quali corrispondono alla musica «guerriera, amorosa et rappresentativa» e vengono utilizzati nel corso dell’intera pubblicazione, allo stesso modo le tre principali passioni dell’anima descritte come «ira, temperanza, e humiltà o supplicatione» vengono espresse attraverso tre stili musicali corrispondenti «concitato, temprato e molle». 
Il Ballo delle Ingrate viene definito un madrigale «rappresentativo» e legato alla tematica dell’affetto e dell’umiltà, quindi allo stile molle, risulta l’ultimo dei madrigali amorosi.
Tra il Cinquecento e il Seicento gli aspetti drammaturgici fondamentali del balletto teatrale italiano comprendevano un’azione scenica piuttosto contenuta nella sua durata e prevalentemente di ambientazione pastorale, senza cambiamenti di scena né interventi di macchinari, come era solito ammirare negli intermedi (forma di intrattenimento teatrale eseguita tra un atto e l'altro) e dall’intreccio semplice che si evolveva con un climax (che partendo da un elemento ne coinvolgeva sempre di più) sia nella danza corale che nei movimenti coreografici del coro e dei personaggi. Il Ballo delle Ingrate mostra l'esempio di una gestualità insolita e mostra l’influsso della presenza di Virginia Andreini e della sua esperienza attoriale nella compagnia di Giovan Battista Andreini. 
L’opera costituisce una pietra miliare dell’evoluzione coreografica, anche se della sua coreografia non è rimasta una documentazione precisa e nemmeno si conosce il nome del suo coreografo vero ideatore. 

## Descrizione dello spettacolo di Mantova
L’evento è ampiamente descritto nei resoconti scritti da Federico Follino. Restano invece sconosciute le annotazioni della rappresentazione avvenuta nell’impero germanico, alla quale questa edizione dell’ottavo libro si riferisce.
Le descrizioni mantovane, estremamente ricche di particolari, ci offrono notevoli indicazioni riguardo alla regia, alle musiche e alle scenografie, che acquistano una fondamentale importanza in quest’ultimo lavoro.
Nell’ultima parte del libretto, nella sezione dedicata ai testi musicali, troviamo ampi stralci delle cronistorie, unitamente alle note monteverdiane: credo che sia importante conoscere la realizzazione scenica di questo ampio madrigale che deve essere da noi apprezzato per la sua importante azione narrativa e resa spettacolare.
Monteverdi ricorre all'utilizzo di elementi come la cenere e le braci negli abiti delle ingrate che simboleggiano l’affetto dell’umiltà o supplicazione (come espresso nell’Ottavo Libro di madrigali). I gioielli vengono disposti negli abiti e nei mantelli per simulare le braci che ardono, i capelli bruciati dalla cenere sono adornati con qualche filo d’oro per ricordare la loro bellezza, nonché le maschere dei volti delle anime dannate all’inferno sono alcuni degli elementi essenziali per indurre il pubblico verso la compassione e la commozione. Monteverdi nelle scelte dei costumi e in quelle dell’ambientazione durante una serata di quella primavera del 1608, che secondo le cronache, era così stellata (già, «le stelle lavate di nuovo», come dice la Bellonci) che il richiamo d’amore non poteva non farsi sentire.
Un altro elemento importante da mettere in risalto nel Ballo delle Ingrate del 1608 è che sia uomini che donne vestirono abiti femminili al fine di impersonare le anime ingrate, questa non era certo una caratteristica nuova in ambito teatrale, eppure l’abito femminile indossato dagli uomini potrebbe essere stato motivo di scherno e ridicolo in altri contesti teatrali, tuttavia il suo impatto drammatico sul pubblico, insieme ai gesti di dolore e all’aria «malenconiosa e flebile» del Ballo, resero più incisiva la gravità del messaggio simbolico. Le fonti che descrivono il Ballo delle Ingrate si riferiscono ai personaggi femminili delle anime ingrate senza distinzione tra uomini e donne, dando l’impressione che nessuno riconoscesse tra i ballerini dello spettacolo Vincenzo e Francesco Gonzaga.
Gli abiti da donna e di «anima dannata all’inferno», il colore cinereo predominante e le maschere favorirono i movimenti e la gestualità di insieme da compiere nel Ballo a dimostrazione della loro dannazione e penitenza, e incisero sulla loro capacità di tramettere emozioni per stupire il pubblico. Anche nella descrizione degli abiti ricorrono i simboli delle anime ingrate, come il «color cinerizio, adornato di lacrime finte», senza palesare però la partecipazione maschile nella rappresentazione.
Inoltre, la coreografia delle ingrate propone un aspetto insolito rispetto agli altri balletti teatrali non solo di Monteverdi: il contatto fisico. Nei balletti geometrici vi erano gli intrecciamenti e i passeggi che permettevano la realizzazione delle figure emblematiche ed encomiastiche, molto apprezzate dal pubblico di corte. L’unico contatto permesso durante le figurazioni coreografiche era quello della mano che sottolineava l’intrecciarsi dei corpi, ma nel Ballo delle Ingrate la fisicità coinvolge tutto il corpo. L’abbraccio, («tal’or abbracciandosi») e il percotimento («tal’or percotendosi gonfie di rabbia e di furore») presuppongono una fisicità eccezionale e un allontanamento della norma. molto probabilmente non veniva rispettata la verticalità della danza nobile del Cinquecento e del Seicento, il corpo delle anime poteva assumere posizioni non erette ma contorte per la rappresentazione del dolore «con moti e con atti ora di dolore et ora di disperatione, e quando con gesti di misericordia e quando di sdegno». 
Nonostante non si abbiano notizie precise su chi fosse il coreografo del ballo delle ingrate (forse il danzatore Giovan Battista al servizio della corte mantovana), Monteverdi nella descrizione dell'opera all'interno dell'ottavo libro scrive come realizzare la scenografia “ prima si fa una scena da cui prospettiva forno una bocca d'inferno[...]Da quali usciscono a due a due le anime ingrate”; spiega come si devono muovere gli attori in scena “Plutone sta nel mezzo conducendole a passi gravi[...] Parla verso la principessa e da me nel modem che sta scritto”. Specifica come è stata scritta e come deve essere eseguita la musica che accompagna il ballo “... il quale cotante va ripetuto da suonatori... ”. 
Il ballo delle Ingrate è stato pubblicato come parte dell'ottavo libro dei madrigali di Monteverdi (Madrigali guerrieri, et amorosi) nel 1638. Questa versione stampata contiene probabilmente delle revisioni fatte dall'autore per una rappresentazione eseguita a Vienna. I virtuosismi del basso scritti per Plutone sono più vicini, nello stile, alle opere più tarde di Monteverdi piuttosto che a quelle giovanili come L'Orfeo (1607). Il musicologo Paolo Fabbri ritiene che queste modifiche vennero apportate per l'incoronazione di Ferdinando III, imperatore del Sacro Romano Impero, nel 1636. L'improvvisa morte del precedente imperatore costrinse Monteverdi a dover scrivere un'opera in un tempo molto breve. Rielaborò dunque Il ballo delle ingrate, togliendo i riferimenti al matrimonio mantovano.

## Ruoli
| Personaggi  | Voce         |
| ----------- | ------------ |
| Venere      | mezzosoprano |
| Amore       | soprano      |
| Plutone     | basso        |
| Una ingrata | soprano      |

## Trama
Il palco mostra la bocca degli Inferi dove le ingrate sono confinate e la scena si svolge proprio davanti al suo ingresso. La didascalia descrive l'ingresso agli inferi come una gran voragine “dentro la quale ruotano globi d’ardentissime fiamme e per entro ad essa innumerabili mostri d’Inferno”.
Davanti a quella bocca infernale appaiono Venere e Amore, madre e figlio, e mentre Amore entra nelle grotte di Plutone (il re degli Inferi) per indurlo ad ascoltare la divina madre, ella si rivolge alle dame del pubblico invitandole a vincere la riluttanza all’amore prima che la giovinezza sparisca.
Rientra Amore con Plutone, con il quale Venere si lamenta che i dardi del figlio restino senza effetto per la sdegnosa austerità delle donne abitanti nel “Germano Impero” che vanno altere di beltà e amore. 
Successivamente Amore implora Plutone affinché lasci uscire temporaneamente alcune anime di donne ingrate perché mostrino ai viventi e in particolar modo alle donne, quali pene le attendano nell’oltretomba.
Subito dopo la richiesta di Amore giungono sulla scena "a due a due ... con passi gravi" le Ingrate che eseguono una danza durante la quale Plutone a sua volta rivolge alle dame in sala la predica-morale precedentemente esposta da Venere, minacciandole di pene eterne negli Inferi qualora dovessero mantenere questo loro atteggiamento.
Plutone, al termine del suo discorso, rinvia le anime “a lacrimare nel regno Inferno”; Durante questa uscita di scena la danza viene ripetuta nuovamente dal gruppo di donne il canto finale delle ingrate esprime il rifiuto di ritornare all’inferno e, di conseguenza, costituendo una risposta alla punizione inflitta.
Solo una di esse indugerà al proscenio esprimendo il suo dolore per la sorte a cui deve definitivamente tornare in un lamento nel quale rivolge un estremo addio a "l'aria pura e serena" del mondo esterno al regno infernale.

## Registrazioni
- Il ballo delle ingrate (con Sestina) Les Arts Florissants, diretto fa William Christie (Harmonia Mundi, 1982)
- Il ballo delle ingrate (con Lettera amorosa, Partenza amorosa, Lamento della Ninfa) Ensemble Concerto, diretto da Roberto Gini (Tactus, 1989)
- Il ballo delle ingrate (con Il combattimento di Tancredi e Clorinda) Red Byrd, Parley of Instruments (Hyperion, 1992)
- Il ballo delle ingrate (con Il combattimento di Tancredi e Clorinda, Tirsi e Clori and Tempro la cetra) Ensemble Tragicomedia, diretto da Stephen Stubbs (Teldec, 1993)
- Il ballo delle ingrate (con Tirsi e Clori e musiche da L'Orfeo) Monteverdi Choir, English Baroque Soloists, diretto da John Eliot Gardiner (Erato, 1993)
- Il ballo delle ingrate (con Il combattimento di Tancredi e Clorinda e Tirsi e Clori) New London Consort, diretto da Philip Pickett (Decca L'Oiseau-Lyre, 1995)
- Il ballo delle ingrate (con Il combattimento di Tancredi e Clorinda) Cappella Musicale di S. Petronio di Bologna, diretto da Serge Vartolo (Naxos, 1997)
- Il ballo delle ingrate (con Il combattimento di Tancredi e Clorinda), Concerto Italiano, diretto da Rinaldo Alessandrini (Opus 111, 1998)
- Il ballo delle ingrate (come parte della registrazione completa di Madrigali guerrieri ed amorosi - Ottavo Libro dei Madrigali di Monteverdi) Concerto Vocale, diretto da René Jacobs (Harmonia Mundi, 2002)
- Il ballo delle ingrate (Come parte della registrazione completa dell'Ottavo Libro dei Madrigali di Monteverdi), La Venexiana, diretto da Claudio Cavina (Glossa, 2005)
- Il ballo delle ingrate, I Fagiolini e Barokksolistene, diretto da Robert Hollingworth (Chandos, 2009)